# Ерінна
Ерінна (IV ст. до н. е.) — давньогрецька поетеса, представниця ліричного жанру. Розквіт її творчості припадає на 350-ті роки до н. е.

## Життєпис
Про Ерінну майже нічого не відомо. Відсутні дані про місце її народження — за різними версіями вона була з острова Родос, або Телос, чи Лесбос. Ймовірно останнє місце вказують з огляду на те, що свого часу Ерінна мала прізвисько Лесбоська. Вочевидь його вона отримала через стиль своїх віршів, що нагадували поезію Сапфо.
Найвідомішим твором Ерінни є «Прядка», написана сумішшю еолійської та дорійської говірок давньогрецької мови. Складалася з 300 гекзаметрів. Дотепер збереглося лише 20 рядків. «Прядку» цінували за часів еллінізму, порівнювали з «Іліадою» та «Одіссеєю» Гомера.
Іншим відомим твором Ерінни є френос, присвячений померлій подрузі Бавкіді. Збереглося 54 рядки. Окрім цього є відомості щодо епіграм авторства Ерінни.
Переклад українською здійснив Іван Франко у 1915 році.